# 法那巴佐斯
法那巴佐斯 （希臘語：Φαρνάβαζος; 約在前370年 — 約前320年），為亞歷山大大帝東征時的波斯阿契美尼德帝國的總督，之後投降亞歷山大。 

## 早年
法那巴佐斯是波斯赫勒斯滂弗里吉亞總督阿爾塔巴左斯之子。在前358年其父親和其他總督發動對阿爾塔薛西斯三世的叛變，但阿爾塔巴左斯的勢力終究被國王軍擊敗，於是阿爾塔巴左斯和法那巴佐斯等人逃到馬其頓王國，投靠腓力二世，並在馬其頓結識了少年的亞歷山大。與法那巴佐斯一同逃到馬其頓避難的一行人中，還包括與法那巴佐斯有姻親關係的門農。
法那巴佐斯等人之後因門農的兄長門托耳向阿爾塔薛西斯三世求情，最後得以返回波斯帝國。

## 與亞歷山大對抗
當馬其頓的亞歷山大大帝繼承其父親腓力二世的遺志，開始朝亞洲進軍，並在格拉尼庫斯河戰役和哈利卡那索斯圍城戰擊敗波斯的軍隊。為此，法那巴佐斯輔佐已是妹婿的門農統領波斯海軍，並且計畫奪取愛琴海諸島來迫使希臘諸城邦倒向波斯這一方，也威脅亞歷山大的補給線。門農和法那巴佐斯率領波斯艦隊成功奪下希俄斯島，接著又前往萊斯博斯島進攻，這時島上僅剩米蒂利尼尚未落入波斯軍手中，而雅典的反馬其頓派政治家狄摩西尼也開始鼓吹雅典與其他城邦反叛，這時斯巴達國王亞基斯三世也正在籌備與馬其頓的戰爭。然而門農在圍攻米蒂利尼時病逝，並把艦隊統帥權暫時交給法那巴佐斯。
在奧托夫拉達提斯的協助下，法那巴佐斯攻占了米蒂利尼和忒涅多斯島，掌控赫勒斯滂。法那巴佐斯更在靠近哈利卡那索斯處建造要塞，使亞歷山大的補給線更加岌岌可危，法那巴佐斯還攻占了薩莫色雷斯島、錫弗諾斯島和安德羅斯，並且截擊亞歷山大的補給船。
在前333年當斯巴達國王亞基斯三世與法那巴佐斯在錫弗諾斯島協商軍費以及對抗希臘本土馬其頓勢力的事務時，傳來波斯國王大流士三世在伊蘇斯戰役戰敗的消息，法那巴佐斯立即打消入侵伯羅奔尼撒的計畫，並且回到希俄斯島鎮住反叛的希臘人。當亞歷山大轉向進攻腓尼基諸城，使腓尼基和賽普勒斯的艦隊支持亞歷山大，法那巴佐斯更加孤立無援。隨著亞歷山大聲勢越加浩大，法那巴佐斯治下的愛琴海諸島紛紛反叛，當地希臘人並引進馬其頓軍隊，於希俄斯島俘虜法那巴佐斯，但法那巴佐斯在關押期間偷偷逃走。

## 後期
關於法那巴佐斯逃亡後的那段時期沒有相關記錄，但最終法那巴佐斯至少在前324年前投降亞歷山大大帝，在那一年亞歷山大在蘇薩舉辦集體婚禮，並把法那巴佐斯的兩個姊妹分別許配給歐邁尼斯和托勒密。當亞歷山大逝世後，爆發繼業者戰爭，法那巴佐斯加入歐邁尼斯一方，並在前321年歐邁尼斯與克拉特魯斯、涅俄普托勒摩斯作戰時，法那巴佐斯受命率領一支騎兵分隊，並在那戰役中歐邁尼斯獲得勝利。